# Ferrosilite
Cet article possède un paronyme, voir Ferrosélite.
La ferrosilite, ou orthoferrosilite, est un minéral composé du silicate de fer de formule Fe2Si2O6 (qu'on écrit aussi FeSiO3). C'est un Pyroxène.
La ferrosilite constitue le pôle ferreux de l'orthopyroxène (cf. bronzite et hypersthène), le pôle magnésien étant l'enstatite.